# Shaquille Harrison
Pour les articles homonymes, voir Harrison.
Shaquille Harrison, né le 6 octobre 1993 à Kansas City dans le Missouri, est un joueur américain de basket-ball. Il évolue aux postes de meneur et arrière.

## Biographie

### Carrière universitaire
Il passe ses quatre années universitaires à l'université de Tulsa où il joue pour le Golden Hurricane entre 2012 et 2016.

### Carrière professionnelle

#### Suns de Northern Arizona (2016-2018)
Le 23 juin 2016, lors de la draft 2016 de la NBA, automatiquement éligible, il n'est pas sélectionné.
Le 15 septembre 2016, il signe un contrat non garanti avec les Suns de Phoenix pour participer au camp d'entraînement et tenter de faire partie des quinze joueurs retenus au début de la saison NBA 2016-2017. Le 10 octobre 2016, il est libéré par les Suns.
Le 31 octobre 2016, il rejoint les Suns de Northern Arizona en G-League.
Le 21 octobre 2017, il retourne chez les Suns de Northern Arizona pour la saison 2017-2018.

#### Suns de Phoenix (fév. - oct. 2018)
Le 21 février 2018, il signe un contrat de dix jours avec les Suns de Phoenix. Le 3 mars 2018, il signe un second contrat de dix jours. Le 13 mars 2018, il signe un contrat jusqu'à la fin de la saison 2017-2018.
Le 17 octobre 2018, il devient agent libre.

#### Bulls de Chicago (2018-2019)
Le 21 octobre 2018, il rejoint les Bulls de Chicago.
Le 7 juillet 2019, il est coupé par les Bulls de Chicago puis il resigne pour une saison avec la même franchise le 18 juillet 2019.
Le 18 juillet 2019, il signe un nouveau contrat avec les Bulls. Le 21 novembre 2020, avant le début de la saison 2020-2021, il est libéré.

#### Jazz de l'Utah (déc. 2020 - fév. 2021)
Le 9 décembre 2020, il signe avec le Jazz de l'Utah.
Le 24 février 2021, il est licencié.

#### Nuggets de Denver (avril-juin 2021)
En avril 2021, il signe un contrat two-way en faveur des Nuggets de Denver.

#### Nets de Brooklyn (décembre 2021)
En décembre 2021, il signe un contrat de 10 jours en faveur des Nets de Brooklyn.
En janvier 2022, il s'engage pour 10 jours en faveur des Grizzlies de Memphis mais ne jouera pas avec la franchise.

#### Trail Blazers de Portland (mars-avril 2023)
Fin mars 2023, il signe pour 10 jours aux Trail Blazers de Portland.

#### Lakers de Los Angeles (avril-juin 2023)
Le 9 avril 2023, il signe jusqu'à la fin de saison aux Lakers de Los Angeles.

#### Grizzlies de Memphis (novembre 2023)
Fin novembre 2023, il signe un contrat de 10 jours avec les Grizzlies de Memphis.

#### ASVEL Lyon-Villeurbanne (depuis 2024)
En juillet 2024, il signe à l'ASVEL Lyon-Villeurbanne, évoluant dans le championnat de France et en Euroligue.

## Palmarès
- AAC Scholar-Athletes of the Year (2016)
- 2× Second-team All-AAC (2015, 2016)

## Statistiques

### Universitaires
Les statistiques en matchs universitaires de Shaquille Harrison sont les suivantes :
| Saison    | Équipe | Matchs | Titul. | Min./m | % Tir | % 3pts | % LF | Rbds/m. | Pass/m. | Int/m. | Ctr/m. | Pts/m. |
| --------- | ------ | ------ | ------ | ------ | ----- | ------ | ---- | ------- | ------- | ------ | ------ | ------ |
| 2012-2013 | Tulsa  | 33     | 33     | 26,9   | 37,3  | 14,8   | 63,9 | 3,76    | 2,85    | 1,70   | 0,42   | 6,85   |
| 2013-2014 | Tulsa  | 34     | 34     | 30,2   | 44,6  | 26,7   | 68,1 | 3,85    | 3,24    | 1,79   | 0,24   | 9,56   |
| 2014-2015 | Tulsa  | 34     | 34     | 31,4   | 44,9  | 23,6   | 63,2 | 5,09    | 3,68    | 1,97   | 0,59   | 13,15  |
| 2015-2016 | Tulsa  | 32     | 32     | 32,3   | 47,4  | 19,5   | 63,2 | 5,53    | 4,12    | 1,88   | 0,22   | 15,09  |
| Total     | Total  | 133    | 133    | 30,2   | 44,4  | 21,6   | 64,5 | 4,55    | 3,47    | 1,83   | 0,37   | 11,14  |

### Professionnelles

#### Saison régulière NBA
| Saison    | Équipe   | Matchs | Titul. | Min./m | % Tir | % 3pts | % LF | Rbds/m. | Pass/m. | Int/m. | Ctr/m. | Pts/m. |
| --------- | -------- | ------ | ------ | ------ | ----- | ------ | ---- | ------- | ------- | ------ | ------ | ------ |
| 2017-2018 | Phoenix  | 23     | 2      | 16,7   | 47,6  | 23,1   | 73,7 | 2,65    | 2,39    | 1,13   | 0,30   | 6,61   |
| 2018-2019 | Chicago  | 73     | 11     | 19,6   | 43,2  | 27,0   | 66,7 | 3,04    | 1,90    | 1,22   | 0,41   | 6,49   |
| 2019-2020 | Chicago  | 43     | 10     | 11,3   | 46,7  | 38,1   | 78,0 | 2,00    | 1,14    | 0,79   | 0,44   | 4,86   |
| 2020-2021 | Utah     | 17     | 0      | 3,3    | 30,0  | 0,0    | 83,3 | 0,53    | 0,53    | 0,12   | 0,00   | 1,00   |
| 2020-2021 | Denver   | 17     | 0      | 16,3   | 34,5  | 21,4   | 81,2 | 2,29    | 0,94    | 0,88   | 0,29   | 3,29   |
| 2021-2022 | Brooklyn | 2      | 0      | 11,3   | 33,3  | 0,0    | 0,0  | 2,00    | 1,50    | 0,50   | 0,50   | 2,00   |
| Carrière  | Carrière | 175    | 23     | 15,2   | 43,6  | 28,0   | 71,7 | 2,41    | 1,55    | 0,95   | 0,35   | 5,21   |

#### Playoffs NBA
| Saison   | Équipe   | Matchs | Titul. | Min./m | % Tir | % 3pts | % LF | Rbds/m. | Pass/m. | Int/m. | Ctr/m. | Pts/m. |
| -------- | -------- | ------ | ------ | ------ | ----- | ------ | ---- | ------- | ------- | ------ | ------ | ------ |
| 2021     | Denver   | 9      | 0      | 4,4    | 75,0  | 100,0  | 66,7 | 0,89    | 0,33    | 0,33   | 0,33   | 1,00   |
| Carrière | Carrière | 9      | 0      | 4,4    | 75,0  | 100,0  | 66,7 | 0,89    | 0,33    | 0,33   | 0,33   | 1,00   |

## Records sur une rencontre en NBA
Les records personnels de Shaquille Harrison en NBA sont les suivants, :
| Type de statistique        | Saison régulière | Saison régulière          | Saison régulière | Playoffs | Playoffs                    | Playoffs      |
| Type de statistique        | Record           | Adversaire                | Date             | Record   | Adversaire                  | Date          |
| -------------------------- | ---------------- | ------------------------- | ---------------- | -------- | --------------------------- | ------------- |
| Points                     | 25               | Pacers de l'Indiana       | 6 mars 2020      | 3        | @ Trail Blazers de Portland | 29 mai 2021   |
| Paniers marqués            | 10               | Trail Blazers de Portland | 27 mars 2019     | 1        | 3 fois                      | 3 fois        |
| Paniers tentés             | 17               | Trail Blazers de Portland | 27 mars 2019     | 2        | @ Trail Blazers de Portland | 29 mai 2021   |
| Paniers à 3 points réussis | 5                | Pacers de l'Indiana       | 6 mars 2020      | 1        | @ Trail Blazers de Portland | 29 mai 2021   |
| Paniers à 3 points tentés  | 6                | Pacers de l'Indiana       | 6 mars 2020      | 1        | @ Trail Blazers de Portland | 29 mai 2021   |
| Lancers francs réussis     | 6                | @ Grizzlies de Memphis    | 27 février 2019  | 2        | Trail Blazers de Portland   | 1er juin 2021 |
| Lancers francs tentés      | 8                | 3 fois                    | 3 fois           | 2        | Trail Blazers de Portland   | 1er juin 2021 |
| Rebonds offensifs          | 4                | 2 fois                    | 2 fois           | -        | -                           | -             |
| Rebonds défensifs          | 9                | 3 fois                    | 3 fois           | 3        | @ Suns de Phoenix           | 9 juin 2021   |
| Rebonds totaux             | 11               | Pistons de Détroit        | 20 novembre 2019 | 3        | @ Suns de Phoenix           | 9 juin 2021   |
| Passes décisives           | 10               | @ Mavericks de Dallas     | 10 avril 2018    | 3        | @ Suns de Phoenix           | 9 juin 2021   |
| Interceptions              | 5                | Raptors de Toronto        | 17 novembre 2018 | 2        | Trail Blazers de Portland   | 24 mai 2021   |
| Contres                    | 3                | 2 fois                    | 2 fois           | 2        | @ Trail Blazers de Portland | 27 mai 2021   |
| Balles perdues             | 4                | 2 fois                    | 2 fois           | 2        | @ Trail Blazers de Portland | 29 mai 2021   |
| Minutes jouées             | 39               | Wizards de Washington     | 20 mars 2019     | 13       | @ Trail Blazers de Portland | 29 mai 2021   |

- Double-double : 3
- Triple-double : 0

Dernière mise à jour : 25 juin 2021